# Diodotos Tryfón
Diodotos Tryfón zvaný Velkolepý byl řecký král Seleukovské říše. Zpočátku byl úředníkem za krále Alexandra I. Balase. V roce 144 př. n. l. povstal proti Alexandrovu nástupci Démétriovi II. Nikatórovi a rychle ovládl většinu Sýrie a Levanty. Nejprve vystupoval jako regent a vychovatel Alexandrova malého syna Antiocha VI. Dionýsa, ale po smrti svého svěřence v roce 142/141 př. n. l. se sám prohlásil králem. Přijal královské jméno Tryfón Autokratór a distancoval se od dynastie Seleukovců. Po dobu mezi lety 139 a 138 byl jediným vládcem Seleukovské říše. V roce 138 př. n. l. bratr Démétria II. Antiochus VII. Sidétés Sýrii napadl a ukončil jeho vládu.
Tryfón je v historii Seleukovské říše jedinečný tím, že jako jediný rebel mimo dynastii ovládl celé království. Jiní rebelové, jako Molón a Timarchos, si nárokovali trůn, ale nikdy se jim nepodařilo dostat celou říši pod svou vládu a oba byli poraženi do roka poté, co se prohlásili králi. Naproti tomu Tryfón držel moc více než sedm let od svého povstání v roce 144 př. n. l. až do své smrti v roce 138 př. n. l.

## Život

### Generál a regent
Diodotos pocházel z Kasiany, obce závislé na městě Apamea. Sloužil jako generál Alexandra Balase během občanské války proti Démétriovi II. V roce 145 př. n. l., když Alexandrův tchán a egyptský král Ptolemaios VI. přešel na stranu Démétria II. a napadl Sýrii, veleli Diodotos a muž jménem Hierax městu Antiochie. Vydali pak Antiochii Ptolemaiovi a prohlásili ho za krále Seleukovské říše. Ptolemaios nechtěl přímo vládnout oběma říším naráz, a proto odmítl titul ve prospěch Démétria II.

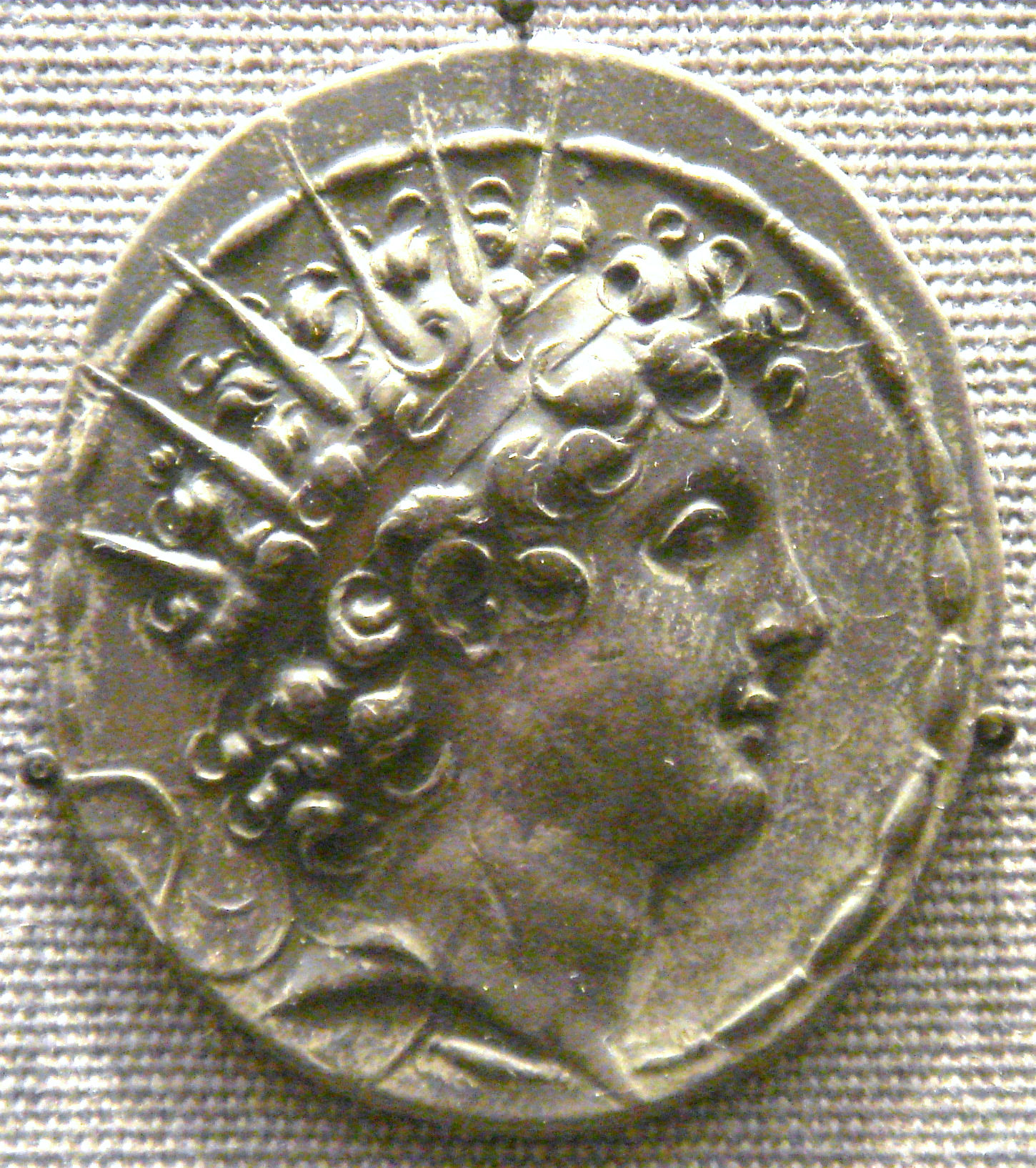
Mince ražená Diodotem jménem Antiocha VI.

Když Démétrios II. upevnil svou moc, začal eliminovat bývalé spolupracovníky Alexandra Balase. Tryfón je zmíněn v První knize Makabejských jako „dávný přívrženec Alexandrův“, který pochopil svou příležitost, když „viděl obecnou nespokojenost všech vojsk s Démétriem [II.]“ (1 Mak 11,39). Pravděpodobně se považoval za ohroženého a uprchl k arabskému vládci jménem Zabdiel nebo Imalkúe, kterému byl svěřen do péče malý syn Alexandra Balase. Diodotos s arabskou podporou prohlásil Alexandrova syna za nového krále jakožto Antiocha VI. Dionýsa. Novému králi bylo méně než pět let a Diodotos měl veškerou skutečnou moc coby jeho regent.
Démétrios Diodota a Antiocha zpočátku ignoroval, protože musel upevnit svou moc a také se potýkal s finančními problémy. Diodotos Tryfón využil nespokojenosti s vládnoucím režimem a ve svém sídle v Chalkidě ad Belum shromáždil velkou armádu. Nakonec proti nim Démétrius vytáhl, ale byl poražen v bitvě, po které Tryfón získal vládu nad Apameou a Antiochií. Numismatické důkazy ukazují, že Apamea byla dobyta na počátku roku 144 př. n. l. a Antiochie koncem roku 144 nebo počátkem roku 143.
Diodotos ve jménu chlapce Antiocha VI. ovládl většinu vnitrozemské Sýrie včetně Antiochie, Apamey, Larisy a Chalkidy. Démétriovo hlavní město byla Seleukia Pieria a udržel si vládu nad mnoha syrskými a fénickými pobřežními městy a Kilíkií. Mezopotámie nadále uznávala také Démétria a zdá se, že invaze Diodota do tohoto regionu v polovině roku 144 př. n. l. byla neúspěšná. Území dále na východ, jako Súsy a Elymais, byla dobyta Parthy, kteří nakonec v polovině roku 141 př. n. l. ovládli také Mezopotámii.
Současně Diodotos Tryfón usiloval o podporu Židů pod vedením Jónatana Makabejského, aby se s ním spojili proti Démétriovi. Jónatana vyznamenal a jmenoval jeho bratra Šimona generálem. Jónathan jeho nabídku přijal. Josef Flavius to zdůvodňuje tím, že Démétrius pronásledoval Židy a že je vzpomínka na Alexandra Balase povzbudila k podpoře jeho syna Antiocha VI. Spojenectví však nevydrželo dlouho. Židovské zdroje tvrdí, že smělost Jónathanových útoků na Démétriovy příznivce vedla Diodota k tomu, že se bál jeho moci a začal proti němu kout pikle. V roce 142 př. n. l. vyslal Diodotos vojáky, kteří vylákali Jónatana s mélo početnou tělesnou stráží do Ptolemaidy a zajali ho. Ačkoli Šimon zaplatil peníze, které Diodotos požadoval jako výkupné za jeho bratra, Diodotos stejně nechal Jónatana popravit a pokusil se zaútočit na Jeruzalém. Husté sněžení ho donutilo obléhání zanechat a vrátit se do Sýrie. Šimon se rychle stal blízkým spojencem Démétria II., který mu udělil rozsáhlá privilegia – což bylo později považováno za okamžik, kdy hasmonejský židovský stát dosáhl plné nezávislosti.
Ve stejném roce Tryfónova armáda kdesi mezi Ptolemaidou a Týrem porazila Démétriova vojska vedená Sarpedonem, ale když je pronásledovali po pobřeží, velká přílivová vlna podle Athénaia jejich armádu zničila.

### Král
Koncem roku 142 nebo začátkem roku 141 př. n. l. Antiochos VI. Dionýsos zemřel, snad během lékařské operace; většina starověkých zdrojů však Diodota obviňuje z toho, že nechal mladého krále zavraždit. Diodotos přesvědčil armádu, aby králem zvolila jeho.
Jako král Diodotus používal jméno Tryfón Autokratór. „Tryfón“ odkazuje na helénskou královskou ctnost tryfé (luxus). Tryfé byl někdy negativní atribut, naznačující měkkost, ale mohl být také pozitivní ctností, propagující panovníkovo bohatství a schopnost odměňovat jeho poddané. Přídomek Autokratór je jedinečný; není doložen u žádného jiného řeckého panovníka z tohoto období. Edwyn Bevan tvrdil, že tento přídomek měl připomínat makedonské krále Filipa II. a Alexandra Velikého, kteří drželi titul Stratégos autokratór jako zvolení vůdci řeckých sil proti Persii. Podle Bevana tento odkaz naznačoval, že Tryfóna králem zvolily „svobodné řecko-makedonské státy Sýrie“. Boris Chrubasik soudí, že Tryfón přijal tento přídomek podle parthských vládců a aby zdůraznil nezávislost na předchůdcích (výraz Autokratór doslova znamená Samovládce). Jeho válečné konotace snad měly vyvažovat měkkost, někdy spojovánou s tryfé.

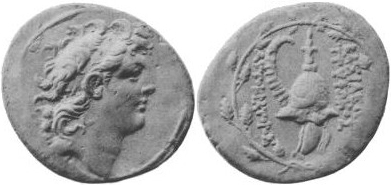
Mince krále Diodota Tryfóna. Avers zobrazuje zdobnou boiotskou přilbu. Řecká legenda zní: ΒΑΣΙΛΕΩΣ ΤΡΥΦΩΝΟΣ ΑΥΤΟΚΡΑΤΟΡΟΣ, „krále Tryfóna Autokratora“.

Nic nenasvědčuje tomu, že by se Tryfón považoval za součást dynastie Seleukovců. Naopak nezvyklým názvem a ikonografií svých mincí zdůraznil rozchod se seleukovskými předchůdci. Jeho mince ho zobrazují jako zralého muže s poměrně tučným obličejem a dlouhými vlajícími vlasy – zdůrazňujícími luxus, který naznačuje jméno Tryfón. Na zadní straně jeho mincí je vyobrazena bohatě zdobená boiotská přilba. Snad měla podpořit jeho spojení s armádou a/nebo ještě více zdůraznit myšlenku válečného luxusu. Rozchod se Seleukovci naznačuje i opuštění seleukovského systému datace, ve které se roky nepřetržitě počítaly od mocenského vzestupu Seleuka I. Tryfón zavedl nový systém, ve kterém se čas počítal od jeho vlastního nástupu na trůn.
Aby si zajistil římské uznání svého královského titulu, poslal Tryfón do Říma zlatou sochu bohyně Niké. Římský senát se rozhodl ji přijmout jako dar od Antiocha VI. a nerozšířil uznání na Tryfóna. Neexistují žádné důkazy, že by některý ze sousedních králů Trifónovo kralování uznal.
Jakmile se stal králem, Tryfón rozšířil svou vládu na Ptolemaidu a Dór a možná i jiné oblasti. Démétrios se mezitím v roce 139/8 př. n. l. vydal na východ, aby bojoval s Parthy, kteří předchozího roku ovládli Mezopotámii. Byl tam poražen a v červenci nebo srpnu roku 138 př. n. l. zajat, takže Tryfón zůstal nesporným vládcem zbývajících seleukovských území.
Téměř vzápětí však na Tryfóna zaútočil Démétriův bratr, Antiochos VII. Sidétés. Prohlásil se za krále Antiocha Euergeta, opustil své útočiště na Rhodu a přes silný odpor přistál ve Fénicii. Oženil se s Démétriovou manželkou Kleopatrou Theou, čímž dále legitimizoval své postavení. Numismatické důkazy ukazují, že mnohá pobřežní města zůstala věrná Tryfónovi, ale že Sidón a Týr se okamžitě připojily k Antiochovi. Antiochos také úspěšně přetáhl na svou stranu Šimona Makabejského potvrzením a rozšířením privilegií, která udělil jeho bratr.

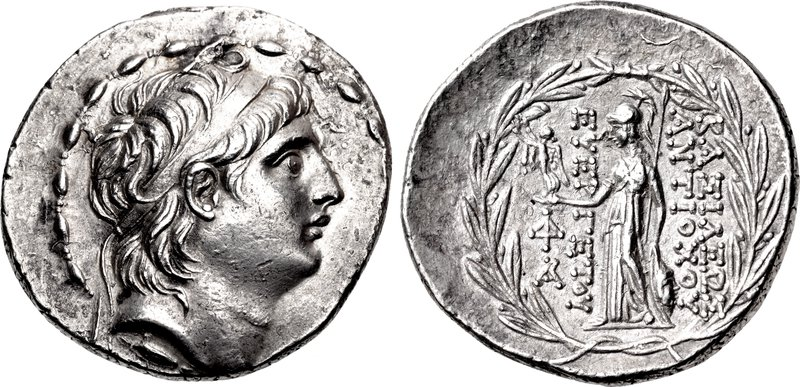
Mince Antiocha VII. Sidéta

V polovině roku 138 př.n. l. Antiochos porazil Tryfóna v bitvě a ovládl Antiochii. Ten se přesunul na jih do pevnostního města Dór, kde byl obležen. Odtud utekl po moři do Ortosie a dál do své domovské oblasti Apamea, kde byl znovu obležen. Zemřel koncem roku 138 nebo začátkem roku 137 před naším letopočtem. Některé zdroje uvádějí, že byl zajat a popraven, jiné, že spáchal sebevraždu.